# 大力水手炸雞

大力水手炸雞於2008年至2020年使用的標誌

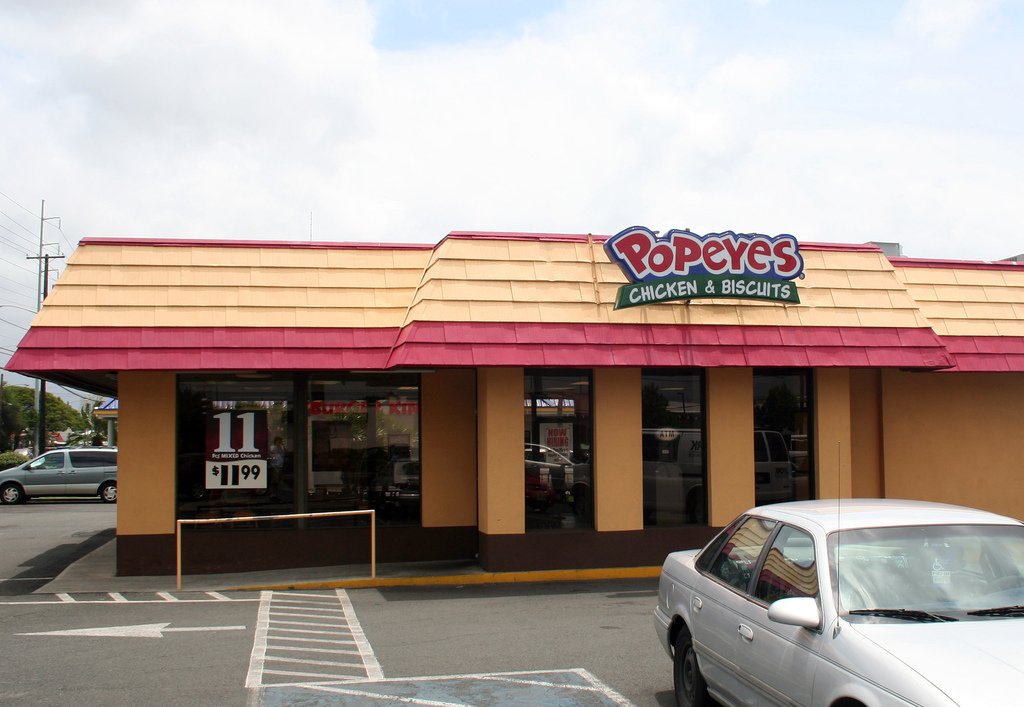
位於加州聖迭戈的大力水手炸雞門店。

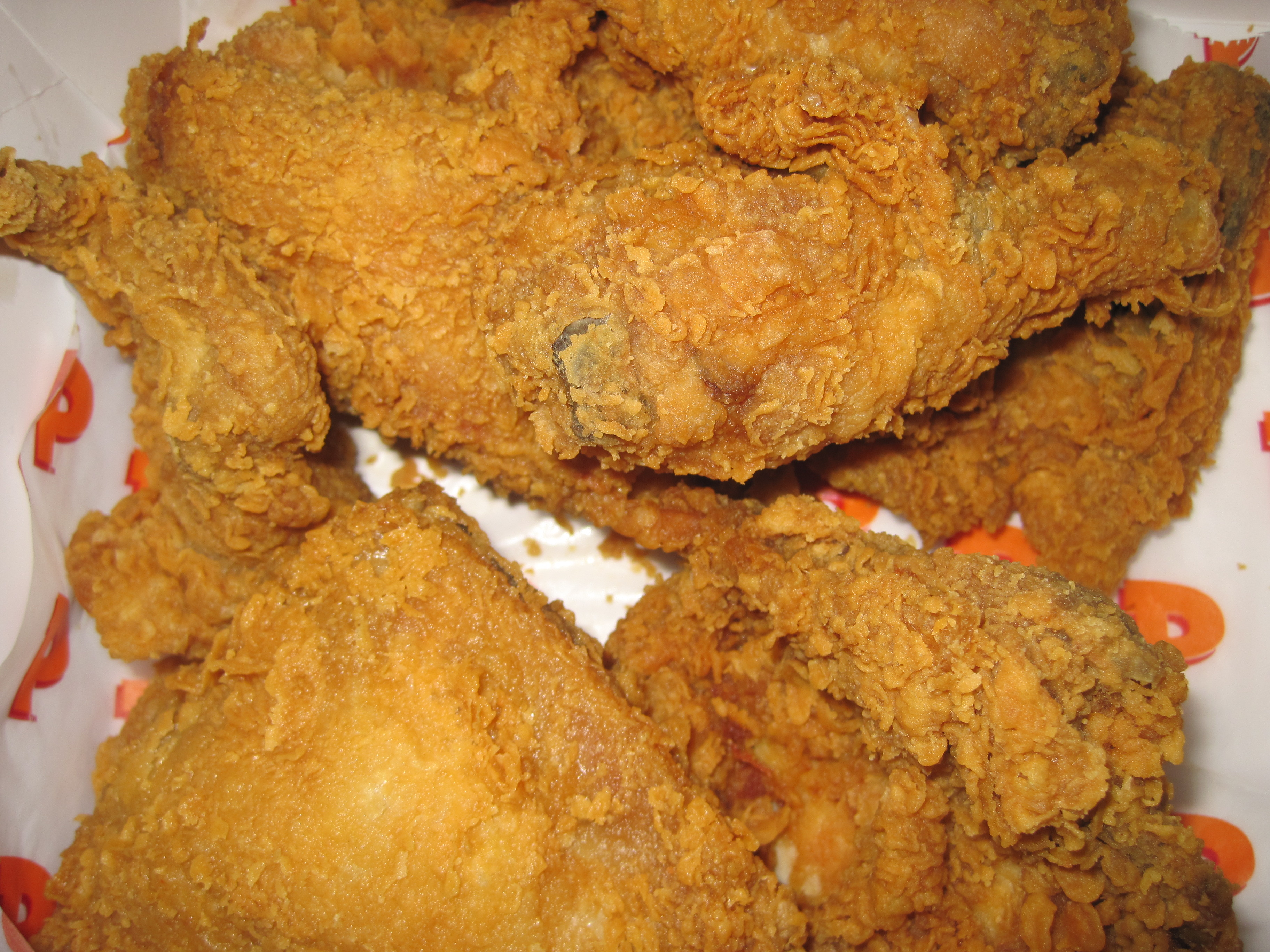
佰百鸡的炸雞。

大力水手炸雞（英語：Popeyes Louisiana Kitchen），又名大力水手炸鸡，是美國的跨國連鎖快餐店。1972年，其在路易斯安那州新奥尔良成立，总部位于佛罗里达州迈阿密，主营炸雞及相关食物。连锁餐厅之前使用和作为餐厅名，2008年后，餐厅更名为。佰百鸡如今是餐饮品牌国际旗下的子公司，餐厅品牌国际总部位于多伦多。佰百鸡是世界上餐厅数量第二多的“鸡肉快餐餐厅”，仅次于肯德基。其在美国超过40个州、全世界30个国家或地区有3102家連鎖店。公司持有大约30家餐厅，其余为加盟連鎖。

## 歷史
大力水手炸雞於1972年6月12日在美國南部路易斯安那州的新奧爾良地区開設首家門店。其創辦人是當地居民Al Copeland（1944-2008）。創立時因市場目標關係，炸雞是當地口味，然擴展速度緩慢。其店名Popeyes來自電影霹靂神探（The French Connection）中的角色「Jimmy "Popeye" Doyle」，而不是來自大力水手。
1976年，開始以特許經營方式開設分店，首家分店位於同州巴頓魯治；之后十年，已於全州共有五百家門店。
大力水手炸雞於1984年起進軍海外，首家海外門店該年設於加拿大。
炸鸡曾获得了使用大力水手进行营销的权利，并使用了35年；2012年结束了与大力水手角色的联系。
2017年，大力水手炸雞以18亿美元的价格被賣予餐饮品牌国际，即汉堡王、蒂姆·霍顿斯的母公司。

## 分佈
目前已於全球20個國家和地區設有分店：包括日本（僅於美軍基地）、紐西蘭、新加坡、馬來西亞、印尼、泰國、菲律賓、中華人民共和國、香港、土耳其、墨西哥、臺灣等等。

## 銷售食品

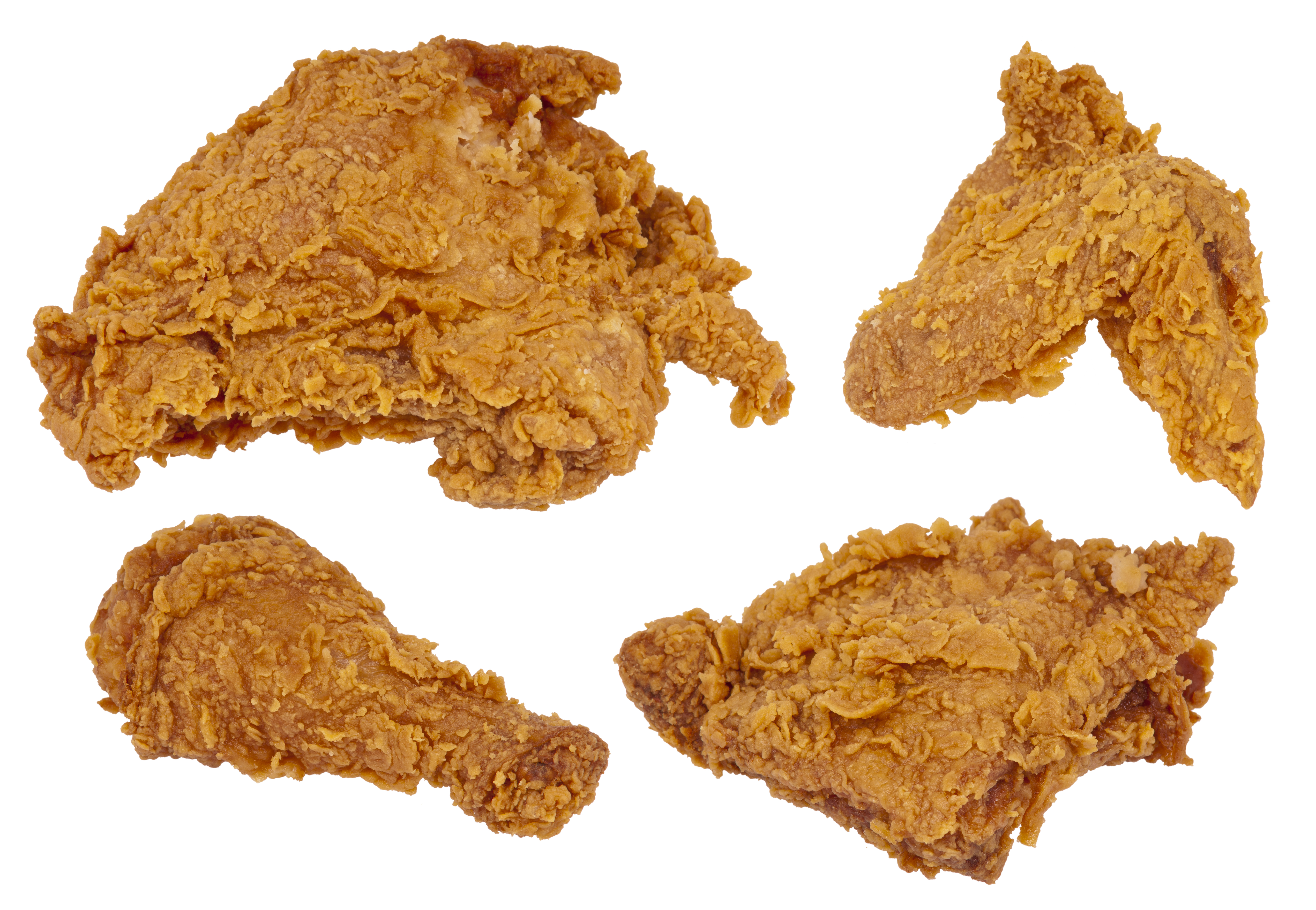
佰百鸡经典炸鸡

佰百鸡主要经营食品为炸鸡，有原味和辣味可供选择。除此以外还提供红豆、薯条、卡津风味肉汁土豆泥、鸡杂饭、芝士通心粉和凉拌卷心菜作为辅菜。除了炸鸡外，部分餐厅还有鸡肉香肠什锦饭和牡蛎三明治等作为主菜。餐厅大多数套餐包含主菜、小菜和比司吉麵包，但不包含饮料。2006年10月30日，餐厅宣布计划在年底推出不含反式脂肪的比司吉面包和仅含1克反式脂肪的薯条。2011年11月18日，餐厅宣布将在即将到来的感恩节推出油炸三鸟烤三明治，使用火鸡、鸭和鸡肉制作的肉饼。2013年7月29日，餐厅推出新菜油炸华夫鸡条，在部分地区受到欢迎。2017年佰百鸡推出限时新菜“香甜酥脆”炸鸡，用高油曲奇饼乾包裹炸鸡。

### 鸡肉三明治
2019年8月，为与Chick-fil-A竞争，佰百鸡开始销售鸡肉三明治。部分餐厅于2019年早期为增设烤面包机等机器，对餐厅厨房重新规划。鸡肉三明治推出后一炮走红，在社交媒体上风靡一时，并被媒体广泛报道。之后佰百鸡的很多餐厅经常排队，导致三明治售罄。原先储备的食材足够全美所有餐厅销售到9月底，然而在三明治推出后的两周以内，大量餐厅出现断货情况。8月27日，三明治推出约两周后，佰百鸡在推特上宣布全美所有连锁店的三明治均售罄。一位居住在田纳西州的居民因此起诉佰百鸡公司“虚假广告”以及“商业欺诈”。 2019年10月底，佰百鸡在其推特上宣布其鸡肉三明治于11月3日起在美国连锁店恢复供应。
佰百鸡的鸡肉三明治由奶油蛋卷面包、炸鸡饼、酸黄瓜和蛋黄酱制成。与其炸鸡相同，鸡肉三明治也有搭配了辣味卡津酱的版本可供选择。
当地时间2019年8月12日晚7:32分，佰百鸡在其官方推特宣布推出新产品，据统计新产品带来的宣传效应为公司节省了2300万美元的推广费用。新三明治一炮走红后，其连锁反应导致包括麦当劳、Chick-fil-A和温蒂汉堡在内的相关快餐连锁业绩上升。据统计，因新三明治上市导致佰百鸡客流量激增103%。

## 分店

### 美國海外

#### 中华人民共和国

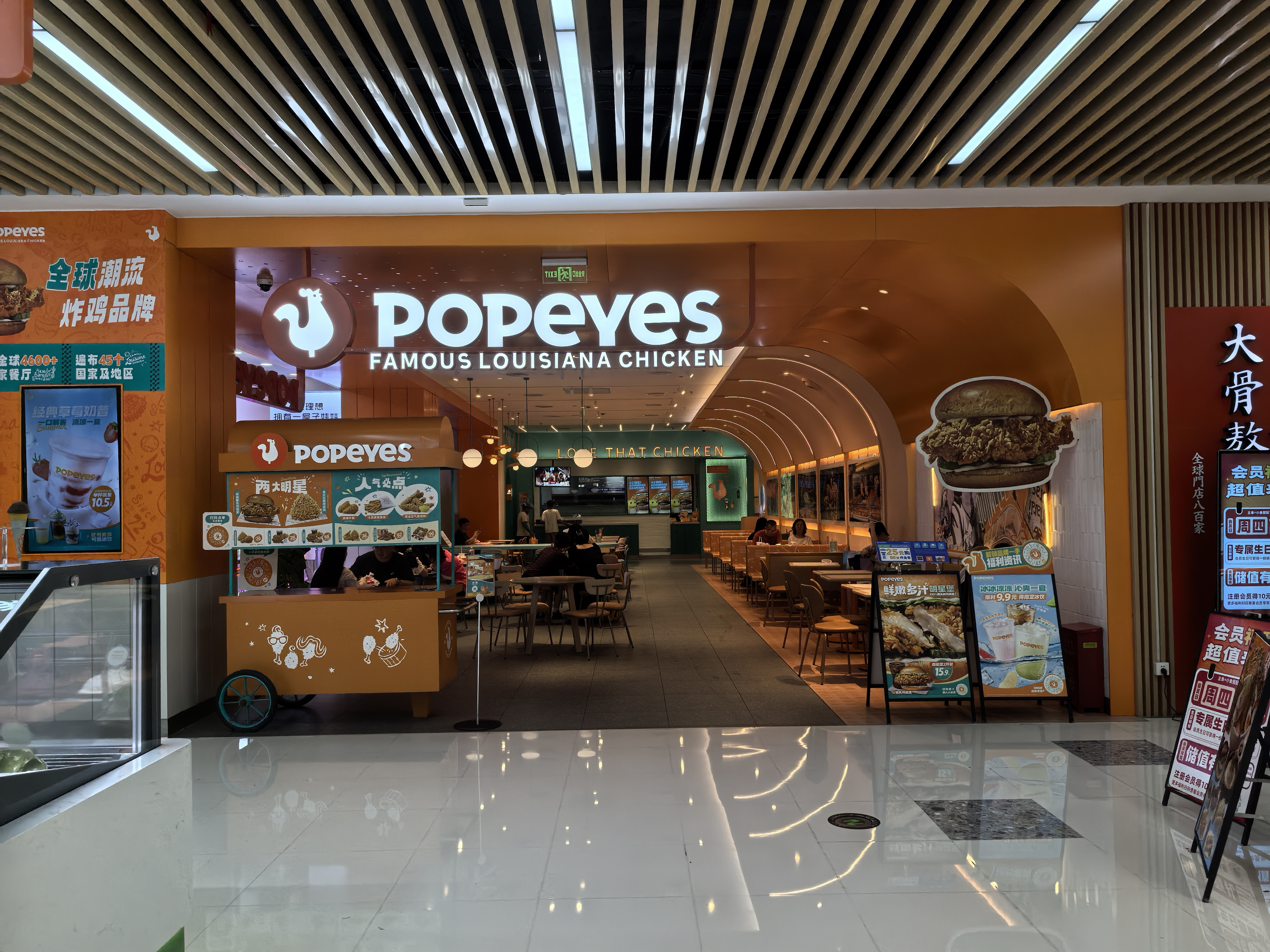
位于上海市杨浦区五角场万达广场负一楼的博派斯炸鸡店

1999年，Popeyes曾以“派派思”的中文名在北京王府井開幕中國首家店铺。但在2003年，Popeyes退出中国大陸市场。2020年5月15日，Popeyes再次回到中華人民共和國，由RBI授权给土耳其的代理权持有方TFI（TAB Food Investments）代理中華人民共和國区，回歸後的首家旗舰店在上海開店，同時中國大陸的中文名稱定為「博派斯」，而后又陆续开店9家。但在2022年8月初，Popeyes因为代理权之争几乎关闭了在中華人民共和國的所有门店，仅剩在上海开的两家直营门店继续运营。Popeyes的微博和微信公众号上发文称：“你也许听说我们关了几家店，但我们不会离开哦，会很快回来的”，表示不会离开中国市场。2023年2月9日，同属于RBI旗下的Tims天好咖啡宣布董事会同意与Popeyes合并中国大陆和澳门地区的业务。2023年4月底，剩余的两家店也暂停营业，Tims天好咖啡称将于下半年重新选址开业，并于同年8月在上海恢复营业。

#### 香港
在香港以「大力水手炸雞」為名，有2家連鎖店，由Selext Service Partner特許經營，一家在赤鱲角香港國際機場一號客運大樓 離港層（L6）近40至80號登機閘口美食廣場（禁區）。另一間在旺角彌敦道700號T.O.P商場B2層美食廣場（旺角煮場）。

#### 臺灣
2024年5月30日於台北車站附近的許昌街開設首家門市，並預計在台灣開設五家以上門市。在臺灣以英文原名上市，並沒有使用中文名稱。
至2025年4月止，已有4家店(台北許昌店、光復店、台北101店及台大公館店)

## 外部連結
- Popeyes炸雞官网 （页面存档备份，存于） （英文）
- 香港大力水手炸雞的Facebook專頁
- Popeyes台湾官网
- Popeyes炸雞新加坡官网 （页面存档备份，存于） （英文）